# Julio Cesar Neves Jr.
Julio Cesar Neves Jr. (ur. 25 kwietnia 1994 w Balneário Camboriú) – brazylijski zawodnik mieszanych sztuk walki (MMA) wagi piórkowej. Były zawodnik organizacji Bellator MMA. Obecnie związany z polską organizacją KSW.

## Życiorys
Julio Cesar urodził się w Balneário Camboriú, w Brazylii. Osiągnął imponujący rekord 30-0 po pokonaniu Poppiesa Martineza na Bellator 125, co było osiągnięciem niespotykanym w świecie zawodowych mieszanych sztuk walki, biorąc pod uwagę jego wiek i czas, w którym tego dokonał.

## Kariera MMA

### Wczesna kariera
Neves rywalizował na brazylijskiej ziemi od końca 2011 roku. Do momentu podpisania kontraktu z Bellator MMA stoczył 28 walk i zakończył je w bardzo krótkim czasie. Zrobił to w bardzo młodym wieku, mając zaledwie 19 lat. Oczekiwano, że 9 listopada 2013 r. zmierzy się z Yuri Maią na gali Golden Fighters 7, jednak walka została odwołana z powodu podpisania kontraktu z Bellatorem.

### Bellator MMA
Neves zadebiutował w Bellatorze 18 kwietnia 2014 r. (na kilka dni przed swoimi 20. urodzinami) na gali Bellator 117 przeciwko Joshowi Arocho. 19-latek już w swoim debiucie odniósł sukces, pokonując Arocho w drugiej rundzie przez TKO.
19 września 2014 na Bellator 125 w swojej drugiej walce o awans zmierzył się z Poppies Martinezem. Wygrał przez TKO w pierwszej rundzie.
W kolejnej walce, którą stoczył 15 maja 2015 skrzyżował rękawice z Jordanem Parsonsem na gali Bellator 137. Przegrał walkę przez poddanie w trzeciej rundzie, notując pierwszą zawodową porażkę.
W czerwcu 2015 roku ujawniono, że Neves wraz ze swoim bratem Rafaelem Silvą znalazł się wśród 8 zawodników zwolnionych z organizacji.

### KSW
16 marca 2024 w Gorzowie Wielkopolskim podczas wydarzenia XTB KSW 92 zadebiutował Konfrontacji Sztuk Walki. Jego rywalem w polskiej organizacji był Daniel Rutkowski. Po trzyrundowej walce uległ rywalowi jednogłośnie na kartach punktowych, tym samym notując drugą porażkę w karierze. 
W drugiej walce w Polsce, zawalczył z Piotrem Kacprzakiem podczas gali XTB KSW 102, która odbyła się 25 stycznia 2025 w Radomiu. W trzeciej rundzie został poddany duszeniem trójkątnym nogami przez Polaka.  

## Krytyka
Rekord Nevesa był przedmiotem kontrowersji w jego rodzinnej Brazylii. Według wielu lokalnych dziennikarzy i forów MMA, Neves zbudował swój rekord, stawiając czoła głównie przeciwnikom z nieregularnymi i niskimi rekordami MMA, unikając jednocześnie trudniejszych rywali.

## Lista zawodowych walk w MMA
| Wynik     | Bilans | Przeciwnik (bilans przed walką)  | Rozstrzygnięcie                             | Runda | Czas | Rozgrywki                            | Data       | Miejsce              | Uwagi                   |
| --------- | ------ | -------------------------------- | ------------------------------------------- | ----- | ---- | ------------------------------------ | ---------- | -------------------- | ----------------------- |
| Przegrana | 36-3   | Piotr Kacprzak (11-4)            | Poddanie (duszenie trójkątne nogami)        | 3     | 2:19 | XTB KSW 102: Przybysz vs. Azevedo    | 25.01.2025 | Radom                |                         |
| Przegrana | 36-2   | Daniel Rutkowski (16-4. 1 NC)    | Decyzja (jednogłośna)                       | 3     | 5:00 | XTB KSW 92: Wikłacz vs. Jojua        | 16.03.2024 | Gorzów Wielkopolski  | Debiut w KSW.           |
| Wygrana   | 36-1   | Rafael Luiz de Almeida (4-2)     | TKO (ciosy pięściami)                       | 1     | 2:00 | Brusque Championship MMA 4           | 12.12.2021 | Brusque              |                         |
| Wygrana   | 35-1   | Kevin Park (2-1)                 | Decyzja (jednogłośna)                       | 3     | 5:00 | Battlefield FC 2                     | 27.07.2019 | Makau                |                         |
| Wygrana   | 34-1   | Roger Sampaio (9-0)              | Poddanie (duszenie gilotynowe)              | 1     | 1:14 | Aspera FC 57                         | 09.09.2017 | Florianópolis        |                         |
| Wygrana   | 33-1   | Fernando Colman (5-0-1)          | Decyzja (jednogłośna)                       | 3     | 5:00 | Brave CF 3                           | 18.03.2017 | Parana               | Limit umowny -68 kg.    |
| Wygrana   | 32-1   | Carlisson Diego Santos (9-3)     | Poddanie (duszenie anaconda)                | 2     | 4:08 | Smash Fight 4                        | 28.10.2016 | Kurytyba             |                         |
| Wygrana   | 31-1   | Ranieri Zenidim (16-7)           | Decyzja (jednogłośna)                       | 3     | 5:00 | Aspera FC 40                         | 18.06.2016 | Santa Catarina       |                         |
| Przegrana | 30-1   | Jordan Parsons (11-1)            | Poddanie (duszenie trójkątne rękoma)        | 3     | 4:09 | Bellator 137                         | 15.05.2015 | Temecula             |                         |
| Wygrana   | 30-0   | Poppies Martinez (29-10)         | TKO (kopnięcie na głowę i ciosy pięściami)  | 1     | 2:16 | Bellator 125                         | 19.09.2014 | Fresno               |                         |
| Wygrana   | 29-0   | Josh Arocho (14-12)              | TKO (łokcie i ciosy pięściami)              | 2     | 2:37 | Bellator 117                         | 18.04.2014 | Council Bluffs       | Debiut w Bellator MMA.  |
| Wygrana   | 28-0   | Nelson Junior (0-0)              | Poddanie (duszenie zza pleców)              | 1     | 0:57 | Sparta MMA 9                         | 15.03.2013 | Itajaí               |                         |
| Wygrana   | 27-0   | Maikon de Carvalho (8-2)         | Decyzja (jednogłośna)                       | 3     | 5:00 | Sparta MMA 8                         | 24.08.2013 | Balneário Camboriú   |                         |
| Wygrana   | 26-0   | Dener dos Santos (10-5)          | KO (wysokie kopnięcie na głowę)             | 1     | 2:42 | Watch Out Combat Show 28             | 10.08.2013 | Gramado              |                         |
| Wygrana   | 25-0   | Hamilton Ferreira (0-1)          | TKO (ciosy pięściami)                       | 1     | 1:50 | Watch Out Combat Show 26             | 24.05.2013 | Itajaí               |                         |
| Wygrana   | 24-0   | Renato Gabardi (0-0)             | Poddanie (duszenie zza pleców)              | 2     | 4:47 | Island Fighting Championships 1      | 26.04.2013 | Palhoça              |                         |
| Wygrana   | 23-0   | Alex de Souza (0-0)              | TKO (ciosy pięściami)                       | 1     | 0:36 | Sparta MMA 5: Encontro de Campeoes   | 20.04.2013 | Balneário Camboriú   |                         |
| Wygrana   | 22-0   | Kaic Fernandes (0-0)             | Poddanie (duszenie trójkątne rękoma)        | 2     | 2:18 | Nocaute Fight Champion               | 13.04.2013 | Curitibanos          |                         |
| Wygrana   | 21-0   | Danilo Santos (0-1)              | TKO (wysokie kopnięcie na głowę)            | 2     | 2:11 | BingoFight                           | 22.03.2013 | Blumenau             |                         |
| Wygrana   | 20-0   | Mauricio Machado (5-4)           | KO (latające kolano)                        | 1     | 0:37 | Sparta MMA 4: Julio Cesar vs Bad Boy | 16.03.2013 | Itajaí               |                         |
| Wygrana   | 19-0   | Thiago Esquilo (1-2)             | TKO (ciosy pięściami)                       | 1     | 1:08 | CTA Combat: MMA & Muay Thai          | 09.03.2013 | Palmeira das Missões |                         |
| Wygrana   | 18-0   | Kelvin Kuster (0-1)              | TKO (ciosy pięściami)                       | 2     | 2:10 | Sparta MMA 3: Class                  | 23.02.2013 | Balneário Camboriú   |                         |
| Wygrana   | 17-0   | Ramones Silva (0-0)              | TKO (ciosy pięściami)                       | 1     | 2:47 | Tavares Combat 5                     | 16.02.2013 | Jaguaruna            |                         |
| Wygrana   | 16-0   | Rafael Bixão (1-0)               | Poddanie (duszenie zza pleców)              | 1     | 3:26 | Tavares Combat 4                     | 03.02.2013 | Santa Catarina       |                         |
| Wygrana   | 15-0   | Vitor Miranda (0-2)              | KO (wysokie kopnięcie na głowę)             | 1     | 2:34 | Tavares Combat 2                     | 24.01.2013 | Itajaí               |                         |
| Wygrana   | 14-0   | Maicon Juliano Santos (1-1)      | KO (latające kolano)                        | 1     | 3:14 | Sparta MMA: Sparta Qualify 1         | 12.01.2013 | Itajaí               |                         |
| Wygrana   | 13-0   | Joao Capoeira (0-0)              | KO (cios pięścią)                           | 1     | 3:37 | Corupa Fight Champion                | 22.12.2012 | Corupá               |                         |
| Wygrana   | 12-0   | Guilherme Nascimento (2-0)       | Poddanie (dźwignia prosta na staw łokciowy) | 1     |      | Tavares Combat                       | 08.12.2012 | Palhoça              |                         |
| Wygrana   | 11-0   | Guilherme Severo (4-1)           | Decyzja (jednogłośna)                       | 3     | 5:00 | Golden Fighters 4                    | 01.12.2012 | Novo Hamburgo        |                         |
| Wygrana   | 10-0   | Gelson Magalhães (0-0)           | KO (latające kolano)                        | 2     | 3:11 | Soul Fight Night                     | 11.08.2012 | Pirabeiraba          |                         |
| Wygrana   | 9-0    | Luiz André (0-0)                 | TKO (ciosy pięściami)                       | 1     | 1:16 | Soul Fight Night                     | 11.08.2012 | Pirabeiraba          |                         |
| Wygrana   | 8-0    | Gustavo Mendonca (8-2)           | KO (latające kolano)                        | 2     | 1:16 | Connect Fight Night 2                | 17.06.2012 | Biguaçu              |                         |
| Wygrana   | 7-0    | Fernando Giacometi (1-2)         | Poddanie (duszenie zza pleców)              | 1     | 1:50 | Energy Force                         | 19.05.2012 | Navegantes           |                         |
| Wygrana   | 6-0    | Lucas Moraes (1-0)               | TKO (łokcie)                                | 3     | 3:04 | Connect Fight Night                  | 31.03.2012 | Balneário Camboriú   |                         |
| Wygrana   | 5-0    | Jonathan Giocomossi (0-0)        | Poddanie (duszenie trójkątne rękoma)        | 1     | 3:10 | Blufight MMA: Blufight 2             | 10.03.2012 | Blumenau             |                         |
| Wygrana   | 4-0    | Apostolis Andrade Halianis (0-0) | Decyzja (jednogłośna)                       | 3     | 5:00 | Nitrix Champion Fight 10             | 11.02.2012 | Camboriú             |                         |
| Wygrana   | 3-0    | Renato Mônaco (7-0-1)            | Poddanie (duszenie zza pleców)              | 1     | 1:57 | Blufight MMA: Blufight 1             | 03.12.2011 | Blumenau             |                         |
| Wygrana   | 2-0    | Fabio Japones (0-1)              | KO (latające kolano)                        | 1     | 2:17 | FPMMA: Combat                        | 13.11.2011 | São Caetano do Sul   |                         |
| Wygrana   | 1-0    | Maicon Gregor (0-2)              | KO (latające kolano)                        | 1     | 4:12 | Octagon MMA                          | 01.10.2011 | Itajaí               | Debiut w zawodowym MMA. |